# Elizabeth Donnelly
Predložak:Infookvir lik u seriji Zakon i red
Elizabeth Donnelly je sporedni fiktivni lik iz serije Zakon i red: Odjel za žrtve, koju od 2002. igra Judith Light.
Iako je u početku bila Šef biroa/IPOT, tijekom 7. sezone unaprijeđena je u sutkinju. Dok je radila u Uredu javnog tužioca u Manhattanu, bila je nadglednica Alexandre Cabot i njezine nasljednice Casey Novak. Donnelly je sudila u mnogo slučajeva u kojima je sudjelovala Casey. 
Iako je bila sutkinja, zastupala je i Casey i det. Stablera u slučaju u kojem ih je jedan čovjek tužio zbog urote i napada. Sve optužbe su odbačene. 
Elizabeth Donnelly je nastupila ukupno u 21 epizodi (9 kao sutkinja i 12 kao IPOT). Posljednje pojavljivanje bilo je u 10. sezoni kada je privremeno napustila mjesto sutkinje i vratila se tužiteljstvu kako bi riješila stari slučaj iz 1970-ih kojeg tada, zbog svog neiskustva, nije uspjela riješiti.